# 铜钟乡
铜钟乡，是中华人民共和国湖北省咸寧市崇阳县下辖的一个乡镇级行政单位。

## 行政区划
铜钟乡下辖以下地区：
大岭村、佛岭村、铜钟村、独石村、马桥村、清水村、寨下村和坳上村。